# Szent Özséb-barlang
A Szent Özséb-barlang Magyarország fokozottan védett barlangjai közül az egyik. A Duna–Ipoly Nemzeti Parkban lévő Pilisszentkereszten található. A Pilis hegység harmadik leghosszabb barlangja az Ariadne-barlangrendszer és az Ajándék-barlang után.

## Földrajzi helyzet
A Szent Özséb-barlang a Pilis hegy fennsíkján lévő Nagy-Szoplák csúcs közelében, 692 méter tengerszint feletti magasságban, a Kétbükkfa-nyeregtől másfél kilométerre, a Duna–Ipoly Nemzeti Park fokozottan védett területén, Pilisszentkereszt külterületén nyílik. A bejárat a karsztvízszint felett körülbelül 570 méter magasságban található. Ez alapján Magyarországnak a legmélyebb, még ismeretlen barlangrendszere lehet itt. A csévi-szirti Ariadne-barlangrendszer innen délnyugati irányban, másfél kilométerre található.

## Leírás
Dachsteini mészkőben alakult ki. A hossza 900 méter, a mélysége 82 méter. Jelenleg is aktívan kutatott barlang. A barlang egy ajtóval van lezárva. A szűk, függőleges, csőszerű bejárati része 10 méter mélységben egy nagy terem tetejébe torkollik. A barlang bejárásához a Duna–Ipoly Nemzeti Park Igazgatóság engedélye szükséges.

## Kialakulás
A barlang dachsteini mészkőben keletkezett körülbelül fél-egymillió éve, és a nagy termek helyét valószínűleg a meredek vetősíkok jelölték ki. A pleisztocénben a környék feltöltődéséből Pilis hegynek csak a teteje emelkedett ki. A Dunántúli-középhegység felől a mélykarsztban áramló víz itt (is) talált magának utat a felszínre. A termálvízben a keveredési korrózióval kioldódott járatok a hegy kiemelkedése során légteressé váltak, ekkor a felszín közelsége miatt a légteres járatok mennyezetén a páralecsapódás során gömbfülke-füzérek indultak növekedésnek. A jégkorszak során az átmenő huzat hatására a falak sok helyen szétfagytak, járatok nyíltak össze, és az omladék álfenekeket képezve járatokat zárt el. A korábban képződött cseppkövek valamint a hévizes eredetű kiválások nagy része megsemmisült. A minden barlangban jellemző agyagdombokat kőtörmelék takarta be. A jégkorszak óta helyenként kicsi, fiatal cseppkövek növekedtek, máshol viszont a lecsorgó, oldóképes víz csipkésre korrodálta a falakat.

## Kutatástörténet
2003 januárjában, egy hideg szombaton a Szent Özséb Barlangkutató Csoport tagjai, akiket Slíz György vezetett, felmentek a havas Pilis hegyre, hogy új barlangot keressenek. Valószerűtlenül gyorsan találtak is egy kis foltot, ahol elolvadt hó, ami egy ismeretlen barlang legbiztosabb jele. A barlang a magyar Pálos rend alapítójáról, Boldog Özsébről lett elnevezve, megelőlegezve a szentté avatását, Szent Özséb-barlang névre. Rögtön kikapartak egy lyukat, és az abba bedobott kő visszhangozva pattogott le a mélybe. Később szerszámokkal mentek vissza és egy nagy kő leemelése után meg is nyílt a barlang. Szűk csőjárat vezetett lefelé, ami egy hatalmas terem tetejébe torkollt. Ekkor tárult fel az Eső-terem és a Meander. Következő alkalommal egy nagy kőomlás keretében jutottak le a Pele-lejtőn a Kókusz-bányáig 60 méter mélységbe.
Ezek után a barlang további részei célzott kutatásnak köszönhetően lettek feltárva. 2005. szeptember 1-től a környezetvédelmi és vízügyi miniszter 22/2005. (VIII. 31.) KvVM rendelete szerint a Duna–Ipoly Nemzeti Park Igazgatóság működési területén, a Pilis hegységben található Szent Özséb-barlang a felügyelőség engedélyével látogatható. 2005. szeptember 1-től a környezetvédelmi és vízügyi miniszter 23/2005. (VIII. 31.) KvVM rendelete szerint a Pilis hegységben lévő Szent Özséb-barlang fokozottan védett barlang. 2005-ben komoly omlasztások árán a Csapolt-terembe sikerült feljutni.
A 2006. évi MKBT Tájékoztatóban közölve lett, hogy a Pilis hegységben elhelyezkedő Szent Özséb-barlang fokozottan védett barlang lett. 2007. március 8-tól a környezetvédelmi és vízügyi miniszter 3/2007. (I. 22.) KvVM rendelete szerint a Duna–Ipoly Nemzeti Park Igazgatóság működési területén lévő Pilis hegységben elhelyezkedő Szent Özséb-barlang az igazgatóság engedélyével tekinthető meg. 2008-ban pedig 15 méternyi ásást követően az alsó szintet, a Pentenáriumi-szakaszt fedezték fel. 2012 augusztusában egy megérzést követve sikerült a Vastyúk-ágat feltárni.
A Magyar Karszt- és Barlangkutató Társulat 2012. évi barlangnapján az egyik, barlangtúrázásra ajánlott barlang volt a Szent Özséb-barlang, amelyben csak elektromos lámpával lehetett közlekedni. 2013. július 19-től a vidékfejlesztési miniszter 58/2013. (VII. 11.) VM rendelete szerint a Szent Özséb-barlang (Pilis hegység, Duna–Ipoly Nemzeti Park Igazgatóság működési területe) az igazgatóság hozzájárulásával látogatható. 2015. november 3-tól a földművelésügyi miniszter 66/2015. (X. 26.) FM rendelete szerint a Szent Özséb-barlang (Pilis hegység) fokozottan védett barlang. 2021. május 10-től az agrárminiszter 17/2021. (IV. 9.) AM rendelete szerint a Szent Özséb-barlang (Pilis hegység, Duna–Ipoly Nemzeti Park Igazgatóság működési területe) az igazgatóság engedélyével látogatható. A 13/1998. (V. 6.) KTM rendelet egyidejűleg hatályát veszti.

## Képgaléria

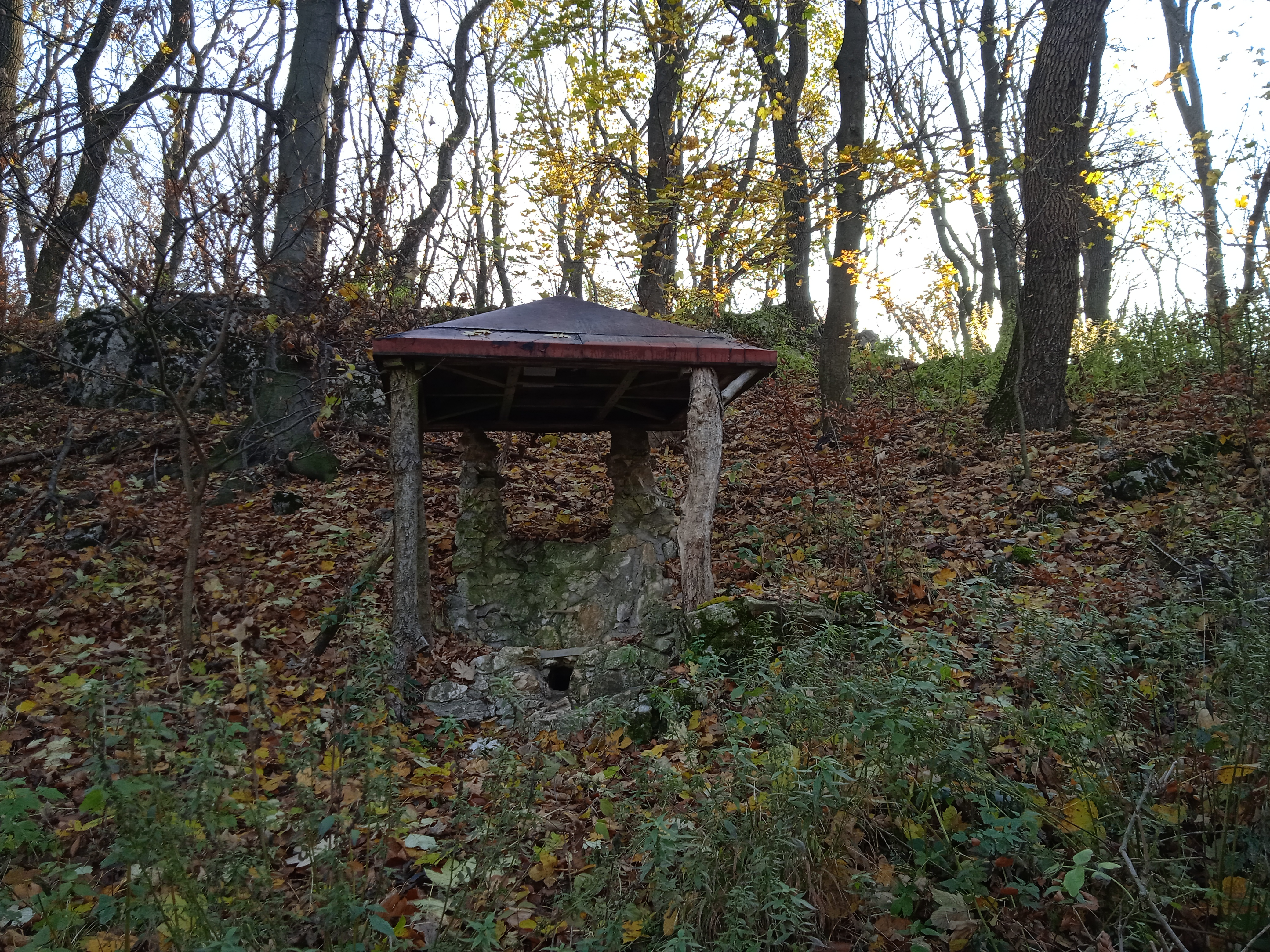
A Szent Özséb-barlang bejárata
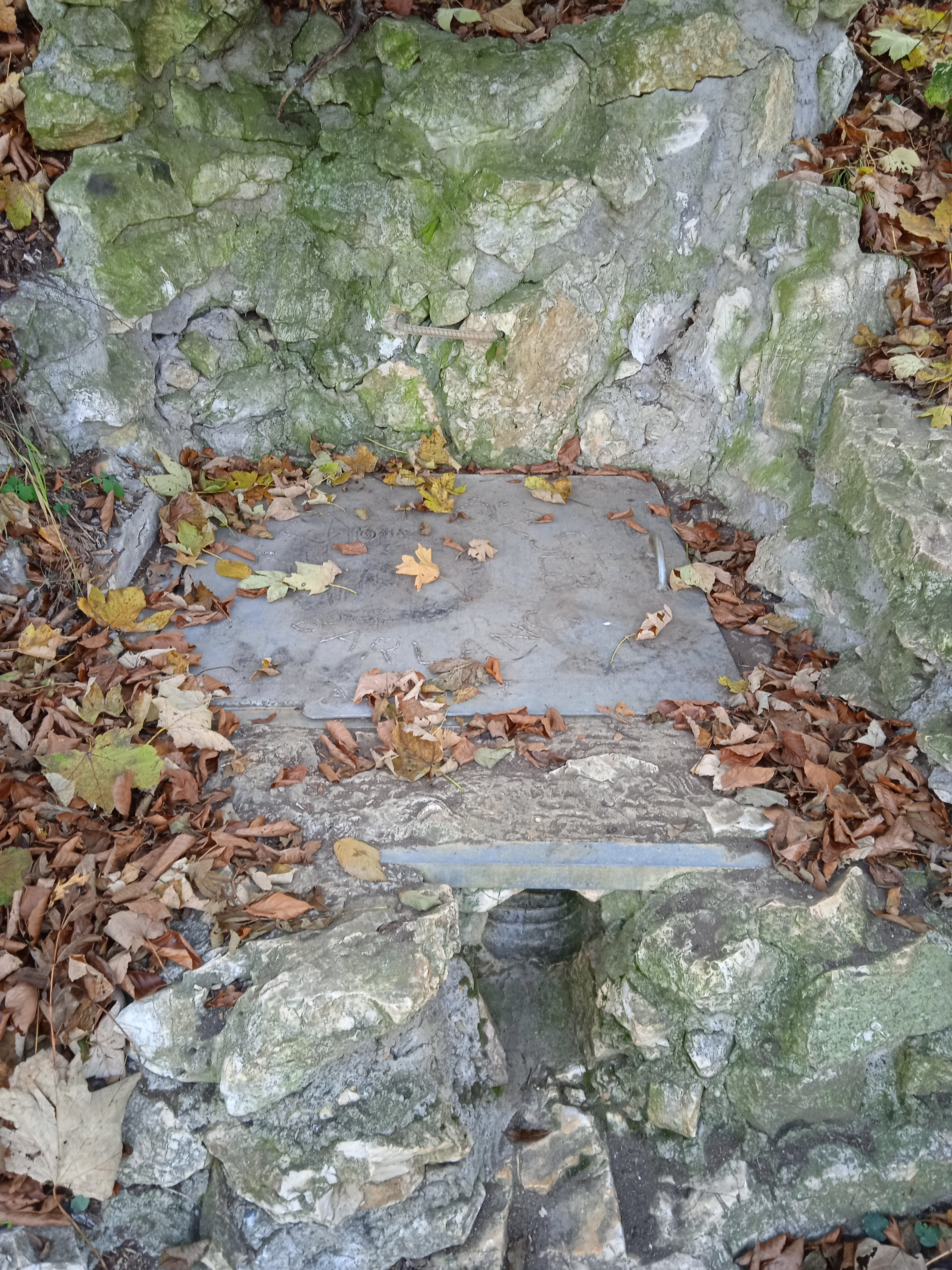
A Szent Özséb-barlang bejárata
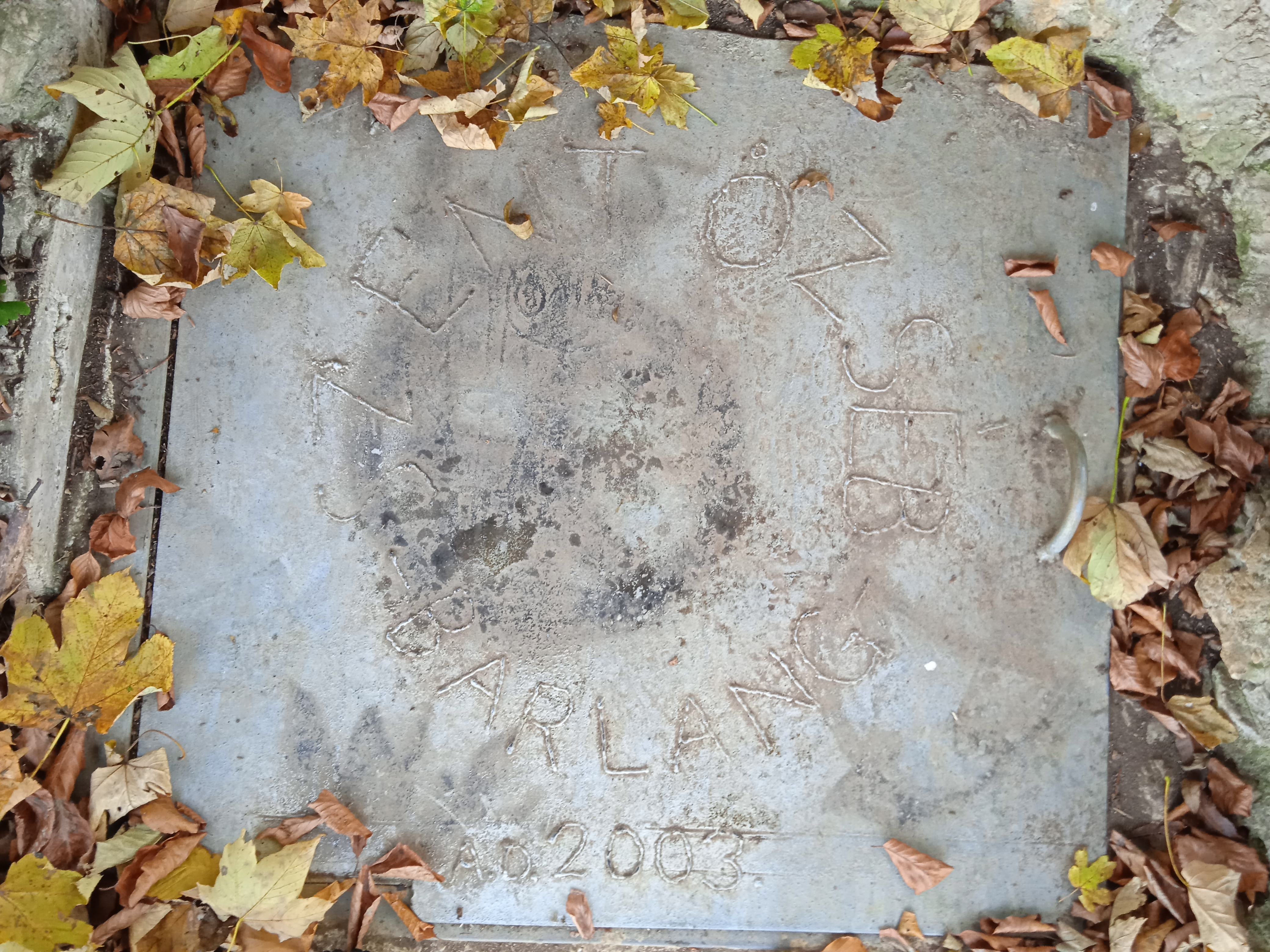
A Szent Özséb-barlang bejárata
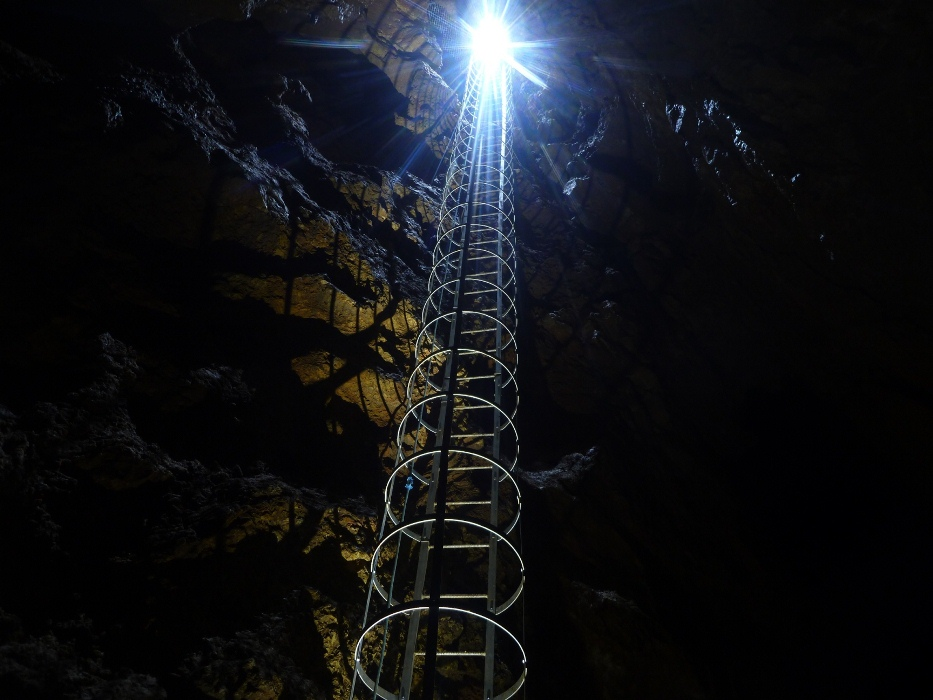
Bejárati-terem
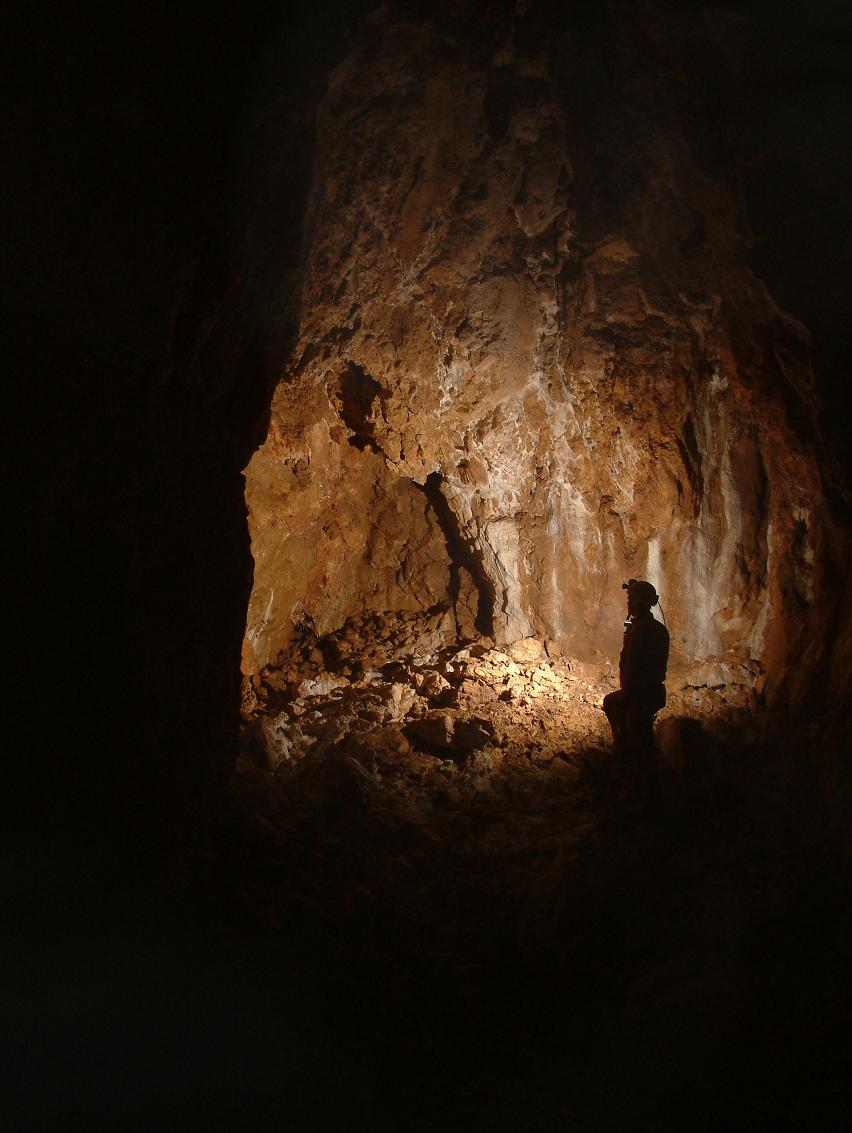
Bejárati-terem